# Skomagerstiftelsen
Skomagersvendebroderskabets Stiftelse, egentlig Stiftelsen for gamle Skomagersvende og deres Enker i trange Kaar, blev grundlagt 17. august 1858 (fundatsen kgl. konfirmeret 3. april 1860) af Kjøbenhavns Skomagerlaug. Stiftelsen lod samme år opføre en bygning på hjørnet af Gasværksvej 25-27 og Istedgade 31 på Vesterbro i København. Den tjente som navnet antyder som stiftelse for ældre og ubemidlede skomagere.

## Bygningen
Bygningen er tegnet af Carl Ferdinand Rasmussen og opført i 1858-59 i røde mursten i tre etager. Den rummede oprindeligt 31 små, et-værelses korridorlejligheder.
Ejendommen havde tidligere en gavlkvist mod Istedgade med buer og snoet pinakel svarende til den som stadig ses mod Gasværksvej, men den midterste gavlkvist blev ødelagt af en storm i 1942 og ændret til den nuværende udformning.
Bygningen er et sjældent eksempel på en videreførelse af Gottlieb Bindesbølls enkle, stilløse arkitektur. Kun gavlene røber inspiration fra nygotikken. Over indgangspartierne findes der mønstermuring.
I 1953 blev bygningen solgt og gik en omskiftelig tid i møde. I 1970'erne blev den en overgang besat af slumstormerne, og i 1990 var lejlighederne i så dårlig forfatning, at bygningen blev kondemneret. Bygningen blev dog fredet i 1992 og samtidig gennemrenoveret. Lejlighederne blev lagt sammen til større boliger i forbindelse med byfornyelsen. Bygningens oprindelige indvendige konstruktion og ildstederne er dog delvist bevaret.